# Ugo Monye
Ugo Monye (* 13. April 1983 in London) ist ein englischer Rugby-Union-Spieler, der auf den Positionen Außendreiviertel und Innendreiviertel eingesetzt wird. Er ist für die englische Nationalmannschaft und die Harlequins aktiv.
Monye galt als Jugendlicher als großes Talent auf den Sprintstrecken der Leichtathletik, entschied sich jedoch für den Rugbysport. Er lief erstmals im November 2002 in der englischen Liga für die Harlequins auf. Aufgrund vielversprechender Leistungen wurde er in die Reihen der England Saxons, der Reserve der Nationalmannschaft, aufgenommen, mit der er zweimal den Churchill Cup gewinnen konnte. Im Jahr 2003 wurde er auch in der 7er-Nationalmannschaft eingesetzt und half der Auswahl, das traditionsreiche Turnier Hong Kong Sevens zu gewinnen.
Monye gab im November 2008 sein Debüt für die Herrennationalmannschaft beim 39:13-Sieg über die Pacific Islanders. Aufgrund einer Rückenverletzung fiel er für die ersten drei Spiele der Six Nations 2009 aus. Im Spiel gegen Frankreich kehrte er zurück und legte im abschließenden Spiel des Turniers gegen Schottland seinen ersten Versuch für England. Nach nur sechs Länderspieleinsätzen wurde er für die Südafrika-Tour der British and Irish Lions nominiert. Er kam im ersten und letzten Spiel der Serie zum Einsatz, wobei ihm ein Versuch gelang.